# Romeo and Juliet (1936)
Romeo and Juliet é um filme estadunidense em branco e preto de 1936, do gênero drama, dirigido por George Cukor. O roteiro, de Talbot Jennings, baseia-se em Romeu e Julieta, de William Shakespeare.

## Elenco principal
- Norma Shearer .... Julieta Capuleto
- Leslie Howard .... Romeu Montecchio
- John Barrymore .... Mercúcio
- Basil Rathbone .... Tebaldo
- Henry Kolker .... Frei Lourenço

## Principais prêmios e indicações
Oscar 1937 (EUA)
- Indicado nas categorias de melhor filme, melhor direção de arte, melhor atriz (Norma Shearer) e melhor ator coadjuvante (Basil Rathbone).